# Strade Bianche (kobiecy) 2018
4. edycja kobiecego wyścigu kolarskiego Strade Bianche odbyła się 3 marca 2018 roku, w Toskanii, we Włoszech. Zwyciężczynią została Holenderka Anna van der Breggen, wyprzedzając Polkę Katarzynę Niewiadomą oraz ubiegłoroczną triumfatorkę Elisę Longo Borghini.
Strade Bianche był pierwszym w sezonie wyścigiem cyklu UCI Women’s World Tour, będącym serią najbardziej prestiżowych zawodów kobiecego kolarstwa.

## Wyniki
| M-ce | Imię i nazwisko       | Kraj              | Drużyna          | Czas       |
| ---- | --------------------- | ----------------- | ---------------- | ---------- |
| 1.   | Anna van der Breggen  | Holandia          | Boels Dolmans    | 4h 10' 48" |
| 2.   | Katarzyna Niewiadoma  | Polska            | Canyon–SRAM      | + 49"      |
| 3.   | Elisa Longo Borghini  | Włochy            | Wiggle High5     | + 59"      |
| 4.   | Chantal Blaak         | Holandia          | Boels Dolmans    | + 1' 32"   |
| 5.   | Lucy Kennedy          | Australia         | Mitchelton-Scott | + 1' 32"   |
| 6.   | Janneke Ensing        | Holandia          | Alé–Cipollini    | + 1' 37"   |
| 7.   | Amanda Spratt         | Australia         | Mitchelton-Scott | + 1' 41"   |
| 8.   | Ashleigh Moolman      | Południowa Afryka | Cervélo–Bigla    | + 2' 25"   |
| 9.   | Ellen van Dijk        | Holandia          | Team Sunweb      | + 2' 36"   |
| 10.  | Cecilie Uttrup Ludwig | Dania             | Cervélo–Bigla    | + 2' 50"   |
|      |                       |                   |                  |            |
| 52.  | Małgorzata Jasińska   | Polska            | Movistar Team    | + 13' 51"  |